# Falsomesosella perakensis
Falsomesosella perakensis es una especie de escarabajo longicornio del género Falsomesosella, tribu Mesosini, subfamilia Lamiinae. Fue descrita científicamente por Breuning en 1960.

## Descripción
Mide 7 milímetros de longitud.

## Distribución
Se distribuye por Malasia.